# Saint-Agne
Saint-Agne è un comune francese di 429 abitanti situato nel dipartimento della Dordogna nella regione della Nuova Aquitania.

## Società

### Evoluzione demografica
Abitanti censiti